# 末日預言列表
末日預言列表收錄了在預言中各種終末事件（如被提、最後的審判）、與其他任何會導致人類、文明、地球、甚至全宇宙之毀滅的發生日期，其中包含了各個知名團體或個人所預測之過去未應驗、以及將來的世界末日時間點。

## 過去的預言
| 時間 （公元）                            | 提說者                                                   | 簡介 | 參考資料             |
| ---------------------------------------- | -------------------------------------------------------- | --- | -------------------- |
| 前634年                                  | 諸多羅馬人                                               | 許多羅馬人害怕他們的城市會在建城後的第120年滅亡。根據神話中的描述，羅慕路斯看見了12隻鷹，暗示了代表羅馬壽命的神祕數字。一些早期的羅馬人做出了假設，認為一隻鷹代表十年。 | [ 1 ]                |
| 前389年                                  | 諸多羅馬人                                               | 有些羅馬人認為羅慕路斯受暗示之代表羅馬壽命的神祕數字是一年中的日數，即365，故推測羅馬會在羅馬建城紀年365年（公元前389年）左右時滅亡。 | [ 1 ]                |
| 66–70年                                  | 西門·巴爾·吉奧拉、艾賽尼派                               | 猶太教禁欲主義的艾塞尼教派將公元66-70年猶太人反抗羅馬人的猶太戰爭視為終末之戰。西門授權鑄造宣告「救贖錫安」的硬幣。（First Jewish Revolt coinage） | [ 2 ] [ 3 ]          |
| 365年                                    | 普瓦捷的依拉略                                           | 宣告終末會在該年到來。 | :30                  |
| 375–400年                                | 都爾的瑪爾定                                             | 宣稱世界會在公元400年之前結束。他寫道：「敵基督無疑已經誕生，在他早年時就已鞏固地位，長大成熟之後，他會掌握無上的權力。」 | :119                 |
| 500年                                    | 羅馬的希坡律陀、塞克斯塔斯·朱利葉斯·阿弗里卡納斯、愛任紐 | 三人皆預言基督會在公元500年再臨。其中一人預言的依據是諾亞方舟的尺寸。 | :31:35               |
| 793年4月6日                              | Beato de Liébana                                         | 這名西班牙僧侶在一群人面前預言該日耶穌會再臨，且世界會在那天終結。 | :31                  |
| 800年                                    | 塞克斯塔斯·朱利葉斯·阿弗里卡納斯                         | 塞克斯塔斯·朱利葉斯·阿弗里卡納斯後來將預言的日期改為公元800年。 | :37                  |
| 799–806年                                | 都爾的額我略                                             | 根據他的計算，世界末日會發生在799年至806年之間。 | :48                  |
| 848年                                    | Thiota                                                   | 她宣稱世界會在該年結束。 | :337                 |
| 992–995年                                | 諸多基督徒                                               | 根據長久以來的傳說，當耶穌受難節與聖母領報節恰巧在同一天時，敵基督會在3年內現身，並帶來世界末日。 | :236                 |
| 1000年1月1日                             | 西爾維斯特二世                                           | 基督教千禧年的千禧年末世論。諸多基督教聖職人員預言世界會在當天終結，其中包括教宗西爾維斯特二世。歐洲發生暴動，朝聖者前往耶路撒冷。 | :32:35–36            |
| 1033年                                   | 諸多基督徒                                               | 千禧年（1000年1月1日）的預言失敗之後。一些人提出理論，認為末日並非由耶穌出生開始計算，而是在他死後的1000年。 | :31:36               |
| 1186年                                   | 托萊多的約翰                                             | 根據行星的排列，他預言世界會在1186年結束。 | :32                  |
| 1260年                                   | 菲奧雷的約阿基姆                                         | 這位義大利的神祕主義者判斷千禧年會在1200年至1260年間開始。 | :48                  |
| 1284年                                   | 諾森三世                                                 | 教宗諾森三世（1216年歿） 預言，世界末日會發生在伊斯蘭教崛起後的第666年。 | [ 5 ]                |
| 1290年 1335年                            | 約阿基姆派                                               | 菲奧雷的約阿基姆之追隨者在他1260年末日預言失敗後，將末日預言修訂至1290年，如果再次失敗的話，便會是1335年。 | :58                  |
| 1346–1351年                              | 諸多歐洲人                                               | 黑死病橫掃整個歐洲時，被視為是終末的徵兆。 | :33                  |
| 1370年                                   | Jean de Roquetaillade                                    | 預言敵基督會在1366年到來，千禧年會在1368年或1370年開始。 | :55                  |
| 1378年                                   | 阿納爾德斯·德·維拉·諾瓦                                  | 這名約阿基姆派信徒寫道，敵基督會在該年到來。 | :62                  |
| 1504年                                   | 桑德羅·波提切利                                          | 認為他所生活的時代正值大災難，並認為千禧年會發生在1500年又3年半之時。 | :60                  |
| 1524年2月1日                             | 倫敦的占星家                                             | 一群倫敦的占星家預言，根據前一年6月的計算，世界會在一場以倫敦為開端的洪水中結束。20,000名倫敦居民離鄉背井，預先前往地勢較高的地點。 | :236–237             |
| 1524年2月20日                            | 约翰内斯·施特夫勒                                        | 這名占星家將行星排列偏向雙魚座的現象視為千禧年的預兆。 | :236–237             |
| 1524–1526年                              | 托馬斯·閔採爾                                            | 根據這位重浸派信徒，1525年將會是千禧年開始的信號。他的追隨者在一場與政府軍壓倒性兵力的戰役之中，死於砲火之下。而他自己死於刑求之中，並被摘下頭顱。 | :48:36               |
| 1528年5月27日                            | 漢斯·胡特                                                | 預言當天就是世界末日。 | :67                  |
| 1528年                                   | 约翰内斯·施特夫勒                                        | 在他的1524年終末預言失敗之後，將日期改到1528年。 | :238                 |
| 1533年10月19日                           | 米夏埃爾·施蒂費爾                                        | 這位數學家計算出審判日會發生在該日的上午8:00。 | :88                  |
| 1533年                                   | 梅爾基奧爾·霍夫曼                                        | 這位重浸派先知預言，該年在史特拉斯堡耶穌將會再次降臨。他聲稱有144,000人能獲得救贖，而世界其餘部分將會被火焰吞噬。 | :59                  |
| 1534年4月5日                             | 揚·馬提斯                                                | 預言天啟（Apocalypse）會在該日發生，只有明斯特市能夠倖免。 | :338                 |
| 1555年                                   | 皮耶·戴伊                                                | 在1400年左右，這位法國神學家寫道，人類歷史已經過了6845年，世界將會在第7000年時終結。 | :72                  |
| 1585年                                   | 米格爾·塞爾韋特                                          | 這位生於西班牙的宗教改革者在他的著作《恢復基督教》（Christianismi Restitutio）中宣稱，魔鬼從西元325年的尼西亞公會議開始在世界中掌權，並沿續1260年，因此終止時間會在1585年。 | [ 17 ]               |
| 1588年                                   | 雷格蒙塔努斯                                             | 預言世界會在該年終結。 | :239                 |
| 1600年                                   | 馬丁·路德                                                | 預言世界末日的發生時間不會超過1600年。 | :66                  |
| 1624年2月1日                             | 倫敦的占星家                                             | 預言1524年2月1日大洪水的同一批占星家在預言失敗後，經過重新計算，將日期改至1624年2月1日。 | :236–237             |
| 1648年                                   | 沙巴泰·澤維                                              | 這位出身自土耳其士每拿的拉比利用卡巴拉來推算出彌賽亞會在該年來臨。 | :239                 |
| 1654年                                   | Helisäus Röslin                                          | 這位德國物理學家根據1572年出現的超新星，預測世界會在1654年結束。 | :240                 |
| 1656年                                   | 克里斯多福·哥倫布                                        | 在他1501年的著作《預言之書》（El Libro de las Profecías）中，哥倫布預言世界會在1656年結束。 | [ 18 ] [ 19 ]        |
| 1657年                                   | 第五王國派                                               | 這個激進的基督教派預言終末戰爭以及敵基督的滅亡會發生在1655年至1657年之間。 | :67                  |
| 1658年                                   | 克里斯多福·哥倫布                                        | 哥倫布宣稱世界是在西元前5343年被創造，並會延續7000年，假設沒有西元0年，表示末日會在1658年到來。 | :77                  |
| 1660年                                   | 喬瑟夫·米德                                              | 喬瑟夫·米德宣稱敵基督已在456年現身，末日會在1660年到來。 | :147                 |
| 1666年                                   | 沙巴泰·澤維                                              | 在他的1648年末日預言失敗之後，沙巴泰·澤維重新推算出世界會在1666年終結。 | :239                 |
| 1666年                                   | 第五王國派                                               | 該年出現666，100,000名倫敦居民死於鼠疫，倫敦大火的發生，使得一些基督徒產生對世界末日之不祥的恐懼。 | :87:36–37            |
| 1673年                                   | 威廉·阿斯平沃爾                                          | 此名第五王國派信徒聲稱千禧年會在該年開始。 | :209                 |
| 1688年                                   | 約翰·納皮爾                                              | 這位數學家根據啟示錄計算出世界末日會發生在該年。 | :92                  |
| 1689年                                   | 皮埃爾·朱里厄                                            | 這位先知預言審判日會發生在該年。 | :70                  |
| 1694年                                   | 約翰·梅森                                                | 這名聖公宗牧師預言千禧年會在該年開始。 | :72                  |
| 1694年                                   | 約翰·海因里希·阿爾斯泰德                                 | 預言千禧年會始於該年。 | :66                  |
| 1694年                                   | 約翰·雅各布·齊默爾曼                                     | 認為該年耶穌將再臨，世界會終結。 | :19–20               |
| 1697年                                   | 科頓·馬瑟                                                | 這名清教徒牧師預言該年世界將會結束。預言失敗後，他修改了兩次末日的日期。 | :338                 |
| 1700年                                   | 約翰·納皮爾                                              | 1688年的預言失敗之後，約翰·納皮爾將末日預言的日期改至該年。 | :92                  |
| 1700年                                   | 亨利·亞攲爾                                              | 在他1642年的著作《基督親臨統治全地》（The Personal Reign of Christ Upon Earth）中，亨利·亞攲爾預言耶穌大約會在該年再臨。 | [ 22 ]               |
| 1705年 1706年 1708年                     | 卡米撒派                                                 | 卡米撒派先知預言世界末日會落在1705年、1706年、或1708年。 | :70                  |
| 1716年                                   | 科頓·馬瑟                                                | 1697年的預言失敗之後，科頓·馬瑟將預言改至該年。 | :338                 |
| 1719年4月5日                             | 雅各布·白努利                                            | 這位數學家預測彗星會在該日摧毀地球。 | :240                 |
| 1700–1734年                              | 庫薩的尼古拉                                             | 這位樞機預言世界會在1700至1734年間結束。 | :73                  |
| 1736年10月16日                           | 威廉·惠斯頓                                              | 威廉·惠斯頓預測彗星會在當日撞擊地球。 | [ 23 ]               |
| 1736年                                   | 科頓·馬瑟                                                | 科頓·馬瑟的第三次同時也是最後一次的末日預言。 | :338                 |
| 1757年                                   | 伊曼紐·斯威登堡                                          | 伊曼紐·斯威登堡宣稱該年在靈界之中會發生最後的審判。 | [ 24 ]               |
| 1780年5月19日                            | 康乃狄克州議會成員、新英格蘭人                           | 天空在當日變得一片漆黑（New England's Dark Day），被視為是終末的預兆。造成該現象的可能主要原因是森林火災加上濃霧、以及烏雲覆蓋。 | [ 25 ] [ 26 ]        |
| 1789年                                   | 皮耶·戴伊                                                | 這位14世紀的樞機指出，1789年敵基督將會到來。 | :59                  |
| 1792年 1794年                            | 震教徒                                                   | 預言世界末日會發生在1792年與1794年。 | :338                 |
| 1795年11月19日                           | 納桑尼爾·布拉賽·哈爾海德                                 | 在為理查德·布羅德斯的作品宣傳時，哈爾海德宣稱世界會在該日結束。 | :310                 |
| 1793–1795年                              | 理查德·布羅德斯                                          | 這位退休水手表示，千禧年會使於1793至1795年間。最後他被移送至瘋人院。 | :73                  |
| 1805年                                   | 克理斯朵夫·魯孚                                          | 這名長老會牧師預言世界會在1805年的一場地震之中毀滅，隨後進入一個永久和平的時代，屆時所有人會認識上帝。 | :101                 |
| 1806年                                   | 瑪麗·貝特曼                                              | 1806年，在英國里兹，一隻母雞下了寫有「基督要來了」的蛋，（The Prophet Hen of Leeds）最後發現只是一場騙局。母雞的主人瑪麗·貝特曼用腐蝕性的墨水在蛋上刻字，再把蛋重新塞回母雞的泄殖腔。 | :37                  |
| 1814年12月25日                           | 喬安娜·索斯科特                                          | 這位64歲的自稱先知宣稱她的胎中懷了基督，並會在1814年的聖誕節將祂產下。她在她所預言的那天去世，驗屍結果證實她並未懷孕。 | [ 29 ]               |
| 1836年                                   | 約翰·衛斯理                                              | 循道宗創始人約翰·衛斯理預知了千禧年會在此年開始。他寫道，《啟示錄》第12章第14节中所指的年份是1058至1836年，「屆時基督會再臨」。 | :269:37              |
| 1843年4月28日 1843年12月31日             | 米勒派信徒                                               | 雖然米勒派領導者並未為預言背書，但許多米勒派信徒預期，耶穌再臨會發生在1843年4月28日，或在該年年底。 | :16                  |
| 1843年                                   | 海芮葉·李佛摩                                            | 這位傳教士所預言之世界末日的兩個年份之一。 | :699                 |
| 1844年3月21日                            | 威廉·米勒                                                | 米勒派的中心人物，威廉·米勒預言耶穌會在該日再臨。 | :17                  |
| 1844年10月22日                           | 米勒派信徒                                               | 基督並未如期於1844年3月21日再臨，米勒派信徒於是將威廉·米勒的預言改為1844年10月22日，宣稱是因為計算聖書上的錯誤所導致。而信徒再次得知預言失敗時造成了所謂的大失望。（Great Disappointment） | :17:38               |
| 1847年8月7日                             | 喬治·拉普                                                | 和諧社團的創始人喬治·拉普，宣揚耶穌會在他有生之年再臨，甚至在他逝世當天，1847年8月7日，仍堅持他的看法。 | :23                  |
| 1847年                                   | 海芮葉·李佛摩                                            | 這位傳教士預言的第二個世界末日之年份。 | :699                 |
| 1853–1856年                              | 諸多人士                                                 | 許多人認為克里米亞戰爭正是哈米吉多頓。 | :437                 |
| 1862年                                   | 約翰·家明                                                | 這位蘇格蘭的神職人員表示1862年是創世以來第6000年，世界會在該年結束。 | :283                 |
| 1863年                                   | 約翰·羅                                                  | 基督以色列教會的創始人約翰·羅計算出千禧年會始於該年。 | [ 29 ]               |
| 1873年                                   | 喬納斯·溫德爾                                            | 1870年，喬納斯·溫德爾在他出版的小冊子《真道，還是隨時給予的食物》（The Present Truth, or Meat in Due Season）之中闡述了他的觀點，並得出了耶穌再臨確定會發生在1873年的結論。 | [ 33 ]               |
| 1874年                                   | 查爾斯·泰茲·羅素                                         | 預言耶穌再臨會在1874年。在預言的時限過後，他重新闡釋了他的預言，說明耶穌確實以肉眼不可見的型態重返世界。 | [ 34 ] [ 35 ]        |
| 1881年                                   | 希普頓修女（被誤認）                                     | 在一本1862年出版的書中，曾假借這位15世紀先知的名義，引用這則預言：「世界終結會來臨，十八百又八十一。」到了1873年預言被發現是偽造的，但這不能阻止某些人期盼終末的來臨。 | :243                 |
| 1890年                                   | 沃伏卡                                                   | 鬼魂舞運動的創始人沃伏卡在1889年預言，千禧年會始於1890年。 | :69                  |
| 1901年                                   | 大公使徒教會                                             | 這個1831年創立的教會宣稱，在本教會12個創立成員皆逝世時，耶穌將會再臨。而最後一個成員死於1901年。 | :87                  |
| 1910年                                   | 卡米伊·弗拉馬利翁                                        | 他預測哈雷彗星在1910年出現之時，彗尾的氣體會「灌入大氣中，可能會讓地球上所有生命窒息而死」，但地球本身仍完好。有人販售「彗星藥丸」，稱可抵抗有毒氣體。許多人將哈雷彗星視為耶穌再臨的徵象。 | :38                  |
| 1892–1911年                              | 查爾斯·皮亞茲·史密斯                                     | 這位金字塔學家在他進行古夫金字塔尺寸的研究之中，得出了耶穌再臨會發生在1892年至1911年之間的結論。 | :94                  |
| 1914年                                   | 查爾斯·泰茲·羅素                                         | 「……神全能者的大日聚集爭戰。這場『爭戰』之結束的日期已在經文中標明為1914年10月，已經在進行了，從1874年10月就開始了。」 | [ 38 ]               |
| 1915年                                   | 約翰·奇倫布韋                                            | 這名浸信會教育家兼尼亞薩蘭叛軍領袖預言千禧年會始於該年。 | :69                  |
| 1918年                                   | 國際聖經學生協會                                         | 1918年的春天，基督教世界將會被切割，小群（教會）將獲得榮耀。 | [ 39 ] [ 40 ]        |
| 1920年                                   | 雷蒙德·弗朗茨                                            | 1918年，基督教世界會沒落成一種被遺忘的系統，繼起而來的是革命政府。神會「全面摧毀教會，以及數以百萬計的教會成員」。教會成員會「被消滅於戰爭、革命、無政府的劍下」，死者將不得安葬。1920年，地球上所有政府皆會消失，世界規模的無政府狀態將會盛行。 | [ 41 ]               |
| 1925年2月13日                            | 瑪格麗特·勞文（Margaret Rowen）                          | 據這位基督復臨安息日會信徒，在一場異象之中，天使加百列曾現身於她的面前，告訴她世界會在該日的午夜終結。 | :45                  |
| 1935年9月                                | 威爾伯·格倫·沃利瓦                                       | 這位傳教士宣布，在1935年9月「世界會『咻』一聲的就不見了」。 | :287                 |
| 1936年                                   | 赫伯特·阿姆斯壯                                          | 世界上帝教會創始人赫伯特·阿姆斯壯告訴教會成員，被提會發生在1936年，只有他們會被拯救。預言失敗後，他改動日期達三次之多。 | :99                  |
| 1941年                                   | 耶和華見證人                                             | 聖經學生運動分支團體耶和華見證人其中的一則預言。 | :72                  |
| 1943年                                   | 赫伯特·阿姆斯壯                                          | 繼1936年終末預言失敗後，阿姆斯壯所修訂的三個日期之中第一個日期。 | :99                  |
| 1947年                                   | 約翰·巴路·紐巴勒                                         | 《Oahspe: A New Bible》的作者紐巴勒預知，在該年，所有國家將會毀滅，開啟後啟示錄的無政府狀態。 | :243                 |
| 1954年12月21日                           | 桃樂絲·馬丁                                              | 這位自稱是幽浮宗教（UFO cult）「七道光兄弟會」（Brotherhood of the Seven Rays）領袖的女士，宣稱當天世界會被可怕的洪水給摧毀。預言失敗後，該團體面臨崩潰，成為她1956年著作《當預言失敗時》的題材。 | [ 43 ]               |
| 1959年4月22日                            | 弗羅倫斯·休特夫（Florence Houteff）                      | 這名大衛教派的第二位先知預言，啟示錄所預言的天啟（apocalypse）會發生在該日。預言的失敗導致該教派分裂成數個子派別，其中最突出的是由班傑明·羅登與洛伊絲·羅登所領導的派別。 | [ 44 ]               |
| 1962年2月4日                             | 珍妮·狄克遜                                              | 這位靈媒預言該日的行星排列會造成世界的毀滅。 根據＜世紀的預言＞書中記載，珍妮.狄克森夫人表示，在她一生中最有意義的幻象，出現於1962年２月５日早晨日出前。宗教救世主已經在１９６２年某月某日誕生！ | :340                 |
| 1967年8月20日                            | 喬治·凡·塔瑟爾                                           | 根據這名幽浮宗教的先知，該日會是啟示錄中第三樣災禍展開的標誌，災禍中，美國東南部會被蘇聯的核打擊所摧毀。這位先知自稱與一名喚做「 阿斯塔」的外星人交流。 | :145                 |
| 1967年                                   | 吉姆·瓊斯                                                | 人民聖殿教的創始人吉姆·瓊斯表示，他曾看到異象，1967年會發生核浩劫。 | :214                 |
| 1969年8月9日                             | 喬治·威廉斯                                              | 長子教會創始人喬治·威廉斯預言基督會於該日再臨。 | :77                  |
| 1969年                                   | 查爾斯·曼森                                              | 查爾斯·曼森預言將有一場啟示錄的種族戰爭會發生於1969年，為了實現預言，他下令執行了太特-拉賓卡謀殺案，曼森的預言是根據他對披頭四樂團同名專輯的獨自解讀。 | [ 47 ]               |
| 1972年                                   | 赫伯特·阿姆斯壯                                          | 繼1936年與1943年終末預言失敗之後，阿姆斯壯所修訂的三個日期之中第二個日期。 | :99                  |
| 1973年1月11–21日                         | 大衛·柏格                                                | 上帝之子的創始人大衛·柏格預言，柯侯德彗星的出現昭告著一場巨大的末日事件。 | [ 48 ] [ 49 ]        |
| 1975年                                   | 赫伯特·阿姆斯壯                                          | 阿姆斯壯的第四個也是最後一個未應驗的預言。 | :99                  |
| 1975年                                   | 耶和華見證人                                             | 1966年，耶和華見證人發表了一篇文章，表示1975年的秋天會是人類誕生的第6000年。引起一些見證人信徒猜測終末會在該年到來。在美國只有相對少數的見證人相信這則預言，而大部分的見證人都未聽聞。有些後續的出版物提出該預言並非真實的警告，有些強調該預言代表的只是一種可能，然而有些仍繼續堅持1975年「可能」會是世界末日。詳見於此（Watch Tower Society unfulfilled predictions#1975: The worldwide jubilee）。 | [ 50 ] [ 51 ]        |
| 1977年                                   | 約翰·羅                                                  | 基督以色列教會的創始人約翰·羅預言哈米吉多頓會發生於該年。 | :243                 |
| 1977年                                   | 威廉·瑪利安·伯蘭罕                                       | 這名基督教牧師預言被提發生的日期不會晚於1977年。 | [ 52 ]               |
| 1980年                                   | 利蘭·延森                                                | 1978年，利蘭·延森預言1980年會發生核災，隨後便是長達20年的衝突，最後以地球上建立神國作收。 | [ 53 ]               |
| 1981年                                   | 查克·史密斯                                              | 加爾文教堂的創始人查克·史密斯預言1948年處於最後一個時代，1981年最後的時代結束，世界會終結。 | [ 54 ] [ 55 ]        |
| 1982年4－6月                             | （塔拉中心）                                             | 1982年4月24-25日在多份報紙上刊登全版廣告，指出「基督就在這裡！」，且在「下兩個月內」祂會將自己昭告天下。 | :39                  |
| 1982年3月10日                            | 約翰·格里賓、史蒂芬·普拉格曼（Stephen Plagemann）        | 兩人在1974年的著作《木星效應》中指出，行星在特定排列下所產生重力的合力會引起數個災難，其中包括在聖安德烈亞斯斷層將發生大地震。 | :62                  |
| 1982年6月21日                            | 班澤明·克雷姆                                            | 班澤明·克雷姆在洛杉磯刊登了一則廣告，指出耶穌再臨會發生在1982年6月，彌勒菩薩會在全世界的電視上宣布這個消息。 | [ 56 ]               |
| 1982年                                   | 帕特·羅伯遜                                              | 1976年年末，帕特·羅伯遜預言世界末日會在1982年到來。 | [ 57 ] [ 58 ]        |
| 1984年10月2日                            | 耶和華見證人                                             | 另一個耶和華見證人的末世預言。 | [ 59 ]               |
| 1985年                                   | 李斯特·森勞                                              | 這名牧師預言終末會發生在該年，甚至寫了一本書，標題為《我預言1985年 》（I Predict 1985）。 | :99                  |
| 1987年4月29日                            | 利蘭·延森                                                | 利蘭·延森預言哈雷彗星在1986年4月29日會被引入地球軌道，在整整一年後會與地球相撞，造成巨大的毀滅。 | :73, 76              |
| 1987年8月17日                            | 荷西·阿圭勒斯                                            | 荷西·阿圭勒斯宣稱當天除非有144,000人聚集在地球的某些地點上，達到和諧共振，否則哈米吉多頓將會發生。 | :156                 |
| 1988年9月13日 1988年10月3日              | 埃德加·維森納特                                          | 埃德加·維森納特在著作《被提發生在1988年的88個理由》（88 Reasons Why the Rapture Could Be in 1988）中預言，基督教會的被提會發生在1988年9月11至13日之間。在9月的預言失敗之後，他把預言的日期改至10月3日。 | :93                  |
| 1989年9月30日                            | 埃德加·維森納特                                          | 在1988年預言失敗之後，埃德加·維森納特將預言的日期改至該日。 | :93                  |
| 1990年4月23日                            | 伊麗莎白·克萊爾·普羅福特                                 | 普羅福特預言一場核子戰爭會在當天展開，世界會在12年後結束。她帶領她的信眾在一個避難處中儲藏武器與補給品。在她的預言未應驗之後，她被診斷出癲癇與阿茲海默症。 | :61                  |
| 1991年9月9日                             | 梅納赫姆·門德爾·施內爾松                                 | 這名俄國出生的拉比呼求彌賽亞在猶太新年開始時來臨。 | :40                  |
| 1991年                                   | 路易斯·法拉堪                                            | 伊斯蘭民族的領導人路易斯·法拉堪宣告，波斯灣戰爭將是「哈米吉多頓之戰，也就是最後的戰爭」。 | :307                 |
| 1992年9月28日                            | 羅倫·史都華                                              | 這位更生人基督徒預言被提會發生在當天。 | [ 62 ]               |
| 1992年10月28日                           | 李長林                                                   | 韓國達米宣教會的主持人李長林牧師預言被提會發生在該日。 | [ 63 ]               |
| 1993年                                   | 大衛·柏格                                                | 大衛·柏格預言大災難會始於1989年，而耶穌再臨會發生在1993年。 | :145                 |
| 1994年5月2日                             | 尼爾·蔡斯                                                | 這名巴哈伊分派的領導者預言，1994年3月23日紐約會被核彈摧毀，40天後會展開哈米吉多頓之戰。 | :79                  |
| 1994年9月6日 1994年9月29日 1994年10月2日 | 哈羅德·康平                                              | 哈羅德·康平預言被提會發生在1994年9月6日，預言失敗後，他將日期改至9月29日，接著是10月2日。 | :95                  |
| 1995年3月31日                            | 哈羅德·康平                                              | 哈羅德·康平的第四個末日預言的日期，截至2011年為止，這是他最新的一個預言。 | :95                  |
| 1996年12月17日                           | 謝爾頓·尼德爾                                            | 加州靈媒謝爾頓·尼德爾預言世界會在那天結束，隨著一千六百萬台太空船以及一群天使的來臨。 | [ 65 ]               |
| 1997年3月26日                            | 馬歇爾·阿普爾懷特                                        | 天堂之門的領導者馬歇爾·阿普爾懷特宣稱，有一艘太空船順著海爾-博普彗星的軌道航行，並力說自殺才是「能脫離地球的唯一手段」，是故教徒的靈魂才得以乘上那假想中的太空船，並被帶到另一個「在人類之上的存在層次」。 馬歇爾·阿普爾懷特連同38名信徒集體自殺了。 | [ 66 ]               |
| 1997年10月23日                           | 詹姆士·阿舍爾                                            | 這位17世紀的愛爾蘭主教預言該日是創世以來的第6000年，因此世界會在那天結束。 | :68                  |
| 1998年3月31日                            | 陳恆明                                                   | 台灣發源的「上帝救世教會」，又稱真道教，其領導人陳恆明宣稱，上帝會在當日上午十點乘著飛碟到達地球。不僅如此，上帝的外見會與陳恆明本人沒有二致。到了3月25日，上帝就會出現在美國每台電視的第18頻道上。陳選擇了德州加蘭（Garland）作為他的本部，因為他覺得那個地方唸起來像「神之地」（God's Land）。 | :43                  |
| 1999年7月                                | 諾斯特拉達姆斯                                           | 一則被認為是諾斯特拉達姆斯所做的預言指出，「1999年又7個月」，「恐怖之王」會從天而降，恐致世界末日。 | [ 69 ]               |
| 1999年8月18日                            | 神奇的克里斯維                                           | 這位以假預言而聞名的靈媒所預言之世界末日的日期。 | :43                  |
| 1999年9月11日                            | 菲力浦·柏格                                              | 世界性宗教組織卡巴拉中心的領導者菲力浦·柏格表示，當日會「降下一個火球，毀滅近乎所有的人類、植物、各種形式的生命」。 | :44                  |
| 1999年                                   | 查爾斯.貝立茲                                            | 這名語言學家預言終末會在該年發生，他沒有預言是如何產生，只表示與核子災難、小行星衝擊、地軸偏移、或和其他地球的變化有關。 | :194                 |
| 1999年                                   | 陳恆明                                                   | 陳恆明的上帝救世教會現遷移至紐約上州，鼓吹在1999年10月1日至12月31日之間將有一場核子浩劫，會摧毀歐洲與亞洲。 |                      |
| 1999年                                   | 詹姆士·戈登·林西                                         | 這位傳教士預言大災難會在2000年之前展開。 | :280                 |
| 1999年                                   | 蒂莫西·德懷特四世                                        | 這位耶魯大學的校長預知了千禧年會在2000年的時候開始。 | :81                  |
| 1999年                                   | Nazim Al-Haqqani                                         | 預言最後的審判會發生在2000年之前。 | [ 70 ]               |
| 2000年1月1日                             | 諸多人士                                                 | 有預測指出，Y2K電腦臭蟲會讓許多電腦當機、故障，造成世界性的重大災難，社會停止運作。 | 2000年問題           |
| 2000年1月1日                             | 克莉多尼亞·瑪琳達、約瑟夫·基布維特爾                     | 這場烏干達的宗教運動之中，團體領導人在其末日預言失敗之後，便策動大屠殺以及集體自殺，估計約有778名信徒喪生。這些信徒死於一場大火、數起中毒事件、以及謀殺。 | :21                  |
| 2000年1月1日                             | 傑瑞·法威爾                                              | 傑瑞·法威爾預知，在這一天，神會對這個世界發出他的審判。 | [ 73 ]               |
| 2000年1月1日                             | 蒂姆·萊希、傑里·詹金斯                                   | 這兩位基督教作家指出，千禧蟲問題會是世界經濟混亂的導火線，敵基督會趁勢掌權，不過隨著時間的接近，他們也改變了看法。 | [ 74 ]               |
| 2000年4月6日                             | 詹姆士·哈姆斯頓（James Harmston）                        | 真實且活著的耶穌基督後期聖徒教會的領導者詹姆士·哈姆斯頓預言耶穌再臨會發生在該日。 | :2496                |
| 2000年5月5日                             | Nuwaubian Nation                                         | 這場美國黑人運動宣稱，該日的行星連珠會造成一場「星球浩劫」，將行星們拉向太陽。 | :121                 |
| 2000年                                   | 彼得·奥利維                                              | 這位13世紀的神學家寫道，敵基督會在1300年至1340年之間掌權，最後的審判會在2000年左右發生。 | :54                  |
| 2000年                                   | 艾薩克·牛頓                                              | 牛頓在他的著作《Observations upon the Prophecies of Daniel, and the Apocalypse of St. John》之中預言，基督的千禧年會始於2000年。 | :96                  |
| 2000年                                   | 露絲·蒙哥馬利                                            | 這位自稱基督徒的靈媒預言該年地軸會偏移，敵基督會現身。 | :156, 195            |
| 2000年                                   | 愛德加·凱西                                              | 這位靈媒預言耶穌會再臨於該年。 | [ 75 ]               |
| 2000年                                   | 文鮮明                                                   | 統一教創始人文鮮明預言地上天國會建立於該年。 | :148                 |
| 2000年                                   | 艾德·多布森                                              | 這位牧師在他的著作《終末：為何耶穌會在西元2000年再臨》（The End: Why Jesus Could Return by A.D. 2000）之中預言終末的發生。 | [ 76 ]               |
| 2000年                                   | 李斯特·森勞                                              | 這位牧師在他的著作《我預言2000年》（I Predict 2000）之中做出末日預言。 | :99, 341             |
| 2000年                                   | 喬納森·愛德華茲                                          | 這位18世紀的傳道士預言基督的千年統治會始於該年。 | :171                 |
| 2001年                                   | 恬尼塔.穆罕默德                                          | 這位伊斯蘭民族的專欄作家預言終末會發生於該年。 | :213                 |
| 2002年                                   | 諸多約魯巴人                                             | 約魯巴祭師預言2002年會發生重大的悲劇與危機，包括政變、戰爭、疾病、與洪水。 | :45                  |
| 2003年5月                                | 南西·里德爾（Nancy Lieder）                              | 南西·里德爾原先預言尼比魯碰撞的時間是2003年5月。根據她網站的內容，來自網罟座ζ星系的外星人藉由腦部植入物傳訊告訴她，有一顆星球會進入我們的太陽系，造成地軸偏移，使得大多數的人類滅絕。 | [ 77 ]               |
| 2003年11月29日                           | 奧姆真理教                                               | 該日本教團預言，世界會在2003年10月30日至11月29日之間被核戰所摧毀。 | :98                  |
| 2006年9月12日                            | 耶和華殿（House of Yahweh）                              | 美國德州阿比林之耶和華殿的牧師兼監督以色列·霍金斯（Yisrayl Hawkins）在2006年2月的通訊刊物中，預言核子戰爭會在2006年9月12日展開。 | [ 78 ]               |
| 2007年4月29日                            | 帕特·羅伯遜                                              | 在他1990的著作《新千禧年》（The New Millennium）之中，帕特·羅伯遜表明地球會在那天毀滅。 | :138                 |
| 2008年9月10日 2010年3月30日              | 諸多人士                                                 | 數個團體宣稱，大型強子對撞機之實驗啟動時，會產生足以吞噬地球的微型黑洞或奇異夸克團，導緻世界末日。2010年3月30日，當對撞機達到最大能量的一半，7TeV時，也出現了類似的聲明。詳見高能粒子对撞实验的安全性。 | [ 79 ]               |
| 2010年                                   | 黃金黎明協會                                             | 此組織預言該年世界會終結。 | :223                 |
| 2011年3月                                | 龍樹諒                                                   | 日本漫画家龍樹諒的漫画作品《我所看见的未来》(1999年版) 之封面寫有「2011年3月大災難」的字句，后来被认为疑似成功预言2011年3月11日東日本大震災的发生。 | [ 80 ] [ 81 ]        |
| 2011年5月11日                            | 王超弘                                                   | 台灣南投縣埔里鎮一位自稱「王老師」的人士預言當日台灣會發生「14級強震」，以及高達170公尺的海嘯，造成數以百萬計的民眾喪生。王老師與信徒在南投山區購置100餘個貨櫃屋，儲糧避難。此次事件被台灣媒體渲染成世界末日，稱為511地震預言。 | [ 82 ] [ 83 ]        |
| 2011年5月21日                            | 哈羅德·康平                                              | 哈羅德·康平預言2011年5月21日會發生被提以及毀滅性的大地震，神會帶領大約世界3%的人口進入天堂。五個月後——10月21日，世界會終結。 | 2011年末世預言       |
| 2011年9月29日                            | 羅納德·威恩蘭德                                          | 羅納德·威恩蘭德表示耶穌·基督會在當天再臨。他預言2008年7月，啟示錄中的第二位天使吹號（Seven trumpets），美國的港口城市會發生核爆炸。預言失敗之後，他把耶穌再臨的日期改為2012年5月27日。 | [ 84 ] [ 85 ] [ 86 ] |
| 2011年10月21日                           | 哈羅德·康平                                              | 當原先的預言沒有成真，哈羅德·康平修改了他的預言，說明5月21日發生的是「精神上的最後審判」，而實體上的被提以及世界末日會發生在2011年10月21日。 | 2011年末世預言       |
| 2011年8-10月                             | 諸多人士                                                 | 當葉列寧彗星的行經路徑幾乎就要落入地球與太陽之間時，在大眾之間掀起了一陣恐慌，害怕它會影響地殼，引起巨大的地震與海嘯。另有人預測葉列寧彗星會在10月16日撞擊地球。科學家為了平息恐懼，表示這些事件皆不可能發生。 | [ 87 ]               |
| 2012年5月27日                            | 羅納德·威恩蘭德（Ronald Weinland）                       | 羅納德·威恩蘭德表示耶穌會在當天再臨，世界會終結。 | [ 88 ]               |
| 2012年6月30日                            | 荷西·路易斯·德·赫蘇斯                                    | José Luis de Jesús預言當天世界的政府與經濟將會崩潰，他和他的信徒將會經歷一場轉變，變得能夠飛行與穿牆。 | [ 89 ] [ 90 ]        |
| 2012年12月21日                           | 諸多人士                                                 | 所謂的馬雅末日預言。在第13個伯克盾結束之時，地球會被小行星、尼比魯、或其他的星際物體所摧毀；或者是外星生命入侵、超新星等。馬雅學家表示，現存的古典期馬雅文獻中，並沒有預言即將來臨的毀滅；至於馬雅長紀年曆會在2012年結束的想法，則是一般人對馬雅歷史與文化的誤解。美國太空總署的科學家、以及專業考古學家皆表示這些事件不可能發生。                                                                    | 2012年預言           |
| 2012年12月23日                           | 沃倫·傑弗斯                                              | 基本教義派的耶穌基督後期聖徒教會領導者沃倫·傑弗斯在獄中預言世界會在12月23日結束。 | [ 94 ] [ 95 ]        |
| 2012年12月31日                           | 沃倫·傑弗斯                                              | 在他的12月23日預言失敗之後，沃倫·傑弗斯責怪他的信徒「不夠虔誠」，並將預言的日期推移至12月31日。 | [ 96 ]               |
| 2013年8月23日                            | 格里戈里·叶菲莫维奇·拉斯普京                             | 拉斯普京預言這一天將發生暴風雨，火災會破壞土地上的大部分生命，耶穌基督將回到地球來安慰遇難者。 | [ 97 ]               |
| 2014年4月－2015年9月                     | 約翰·哈格和馬克·比爾茲（Mark Biltz）                     | 所謂的血月預言，由馬克·比爾茲在2008年首先預測，然後由約翰·哈格在2014 年預言。這些基督教部長聲稱，2014年和2015年的四分之一據稱代表聖經中提到的關於耶穌基督第二次來臨的預言。 | [ 98 ]               |
| 2025年7月5日                             | 龍樹諒                                                   | 日本漫画家龍樹諒在其漫画作品《我所看见的未来》中预言「2025年7月5日会發生大災難」，受到一定范围内的关注和热议。 | [ 99 ] [ 100 ]       |

## 对未來的預言
| 時間 （公元） | 提說者           | 簡介 | 參考資料        |
| ------------- | ---------------- | --- | --------------- |
| 2026年        | 彌賽亞國際基金會 | 里亞茲·艾哈邁德·喬哈爾·夏希所著《神的宗教》一書中的預言。這個靈性組織相信世界將在2026年一顆小行星與地球相撞時終結。 | [ 101 ]         |
| 2129年        | 赛义德·努尔西    | 根據這位伊斯蘭教遜尼派神學家的說法，世界將在2129年終結。                                                            | [ 102 ] [ 103 ] |
| 2280年        | 拉沙德·哈利法    | 根據這位埃及裔美國生物化學家對《古蘭經》的研究，世界將在2280年終結。                                                | [ 104 ]         |

## 科學性的遙遠未來預測
| 時間 （公元）                    | 提說者                                       | 簡介 | 參考資料        |
| -------------------------------- | -------------------------------------------- | --- | --------------- |
| 300,000年                        | 彼得·圖特爾（Peter Tuthill）                 | 約8000光年外的三星系統WR104會在約300,000年後成為超新星，並有機會放出伽瑪射線暴；若其自轉軸與地球的夾角在12°內則會威脅到地球上的生命。較新的光譜資料則顯示該夾角很可能在30°至40°間。                                | [ 105 ] [ 106 ] |
| 500,000年                        | 尼克·博斯特倫（Nick Bostrom）                | 他指出一顆直徑約一公里的小行星的撞擊足以使人類滅絕，而這類撞擊預測為每500,000年發生一次。 | [ 107 ]         |
| 1,000,000年                      | 倫敦地質學會（Geological Society of London） | 地球很可能會在1,000,000年內發生一次與多峇巨災相當的超級火山爆發，並噴出3,200立方公里的岩漿。 | [ 108 ]         |
| 600,000,000年至800,000,000年     | 諸多科學家                                   | 太陽亮度提高使氣溫升高，使複雜生物無法生存；另外地殼表面亦會加速風化，使大氣中的二氧化碳濃度急劇下降。植物不能進行光合作用，而缺乏植物亦令大氣失去氧氣和臭氧，使動物滅絕。                                         | [ 109 ] [ 110 ] |
| 1,000,000,000年至5,000,000,000年 | 諸多科學家                                   | 在太陽終止了現狀的發展階段之後，將會膨脹成紅巨星，可能將會吞噬地球，或將地球呈完全燒灼的狀態，科學界普遍接受屆時地球將會毀滅。然而當太陽（在數百萬年間）逐漸變熱，僅僅10億年內，地球可能會變得太熱而無法孕育生命。 | [ 111 ] [ 112 ] |
| 7,590,000,000年                  | 大衛·鮑威爾（David Powell）                  | 7,590,000,000年後太陽已成為紅巨星，即將膨脹至原來大小的256倍。月球進入地球的洛希極限內，被拉扯成碎片並大部分撞擊地球，隨即皆墮入太陽。                                                                             | [ 113 ]         |
| 22,000,000,000年                 | 諸多科學家                                   | 大撕裂理論預示了整個宇宙終究會因空間尺度擴展而逐漸被扯開。此理論的其中一個推測認為終末大約會在220億。 | 大撕裂          |
| 10100年                          | 諸多科學家                                   | 宇宙熱寂說是一種宇宙終極命運的假說。屆時宇宙會進入一種沒有熱力學自由能的狀態，因此再也無法產生運動與維持生命。 | 熱寂            |

## 外部連結
- A Brief History of the Apocalypse 終末簡史 （页面存档备份，存于）（英文）
- "End of the World" Prophecies - Past, Present and Future 末日預言：過去、現在與未來（英文）